# 史高先
史高先（1585年—？），字紹卿，號夢斗，山東濟南府樂陵縣人，軍籍，明朝政治人物。

## 生平
萬曆三十七年（1609年）己酉科山東鄉試第七十三名舉人，三十八年（1610年）中式庚戌科會試二百六十名，二甲第十九名進士。戶部觀政，三十九年（1611年）除授南京戶部廣東司主事，四十二年（1614年）升廣東司員外郎，四十三年（1615年）升浙江司郎中，四十四年（1616年）升湖廣襄陽府知府。四十七年（1619年）五月升湖廣按察司副使，泰昌元年（1620年）十月調任貴州按察司副使、提督學政。

## 家族
曾祖史述，貢士、湖廣岷府典儀；祖父史帒，庠生、封奉政大夫西安府同知、鄉飲賓；父史邦直，戊辰進士、河南副使、晉階中憲大夫、入名宦；母高氏（封宜人贈安人）；繼母謝氏。慈侍下。兄史高胤（癸卯經魁），從兄史樓（承差）、史閣（廩生），從弟史司弼（庠生）。子史光簡（聘南京陝西道御史宋槃女）。